# Stebnícka Huta
Stebnícka Huta este o comună slovacă, aflată în districtul Bardejov din regiunea Prešov, pe malul râului Q12775437⁠(d). Localitatea se află la altitudinea de 490 m deasupra n.m., se întinde pe o suprafață de 9,43 km2 și în 2017 număra 226 de locuitori. Se învecinează cu comuna Regetovka.

## Istoric
Localitatea Stebnícka Huta este atestată documentar din 1600.

## Demografie
| An:                | 1994 | 2004   | 2014   | 2024    |
| ------------------ | ---- | ------ | ------ | ------- |
| Număr de persoane: | 242  | 253    | 234    | 194     |
| Diferență:         |      | +4,54% | −7,50% | −17,09% |

| An:                | 2023 | 2024 |
| ------------------ | ---- | ---- |
| Număr de persoane: | 194  | 194  |
| Diferență:         |      | +0%  |